# Diocèse de Mexicali
Le diocèse de Mexicali (en latin : Dioecesis Mexicalensis ; en espagnol : Diócesis de Mexicali) est un diocèse de l'Église catholique du Mexique, suffragant de l'archidiocèse de Tijuana.

## Territoire

Le diocèse de Mexicali en rouge sur la carte du Mexique

Il comprend la municipalité de Mexicali de l'État de Basse-Californie et les  municipalités de General Plutarco Elías Calles, Puerto Peñasco et San Luis Río Colorado de l'État de Sonora ce qui correspond à un territoire d'une superficie de 50 616 km2 divisé en 60 paroisses.
Le siège épiscopal est dans la ville de Mexicali où se trouve la cathédrale Notre-Dame-de-Guadalupe.

## Historique
Le diocèse est érigé le 25 mars 1966 par la constitution apostolique Qui secum du papa Paul VI en prenant une partie du territoire de l'archidiocèse de Hermosillo et du diocèse de Tijuana (aujourd'hui archidiocèse de Tijuana).
Par la lettre apostolique Quasi amica du 4 mars 1967, le pape Paul VI reconnaît que la Vierge Marie, vénérée sous le vocable de Notre-Dame de Lorette, est la patronne principale du diocèse.
Nommé suffragant de l'archidiocèse de Hermosillo lors de sa création, il intègre la province ecclésiastique de Tijuana le 25 novembre 2006 en vertu de la constitution apostolique Mexicani populi du pape Benoît XVI.
Il cède une portion de son territoire le 26 janvier 2007 pour l'érection du diocèse d'Ensenada.

## Évêques
- Manuel Pérez-Gil y González (18 juillet 1966 - 30 mars 1984), nommé évêque de Tlalnepantla
- José Ulises Macías Salcedo (14 juin 1984 - 20 août 1996), nommé archevêque de Hermosillo
- José Isidro Guerrero Macías (31 mai 1997 - 23 février 2022)
- Enrique Sánchez Martínez, depuis le 11 septembre 2023